# Ralf Flierl
Ralf Flierl (* 1965 bei Regensburg) ist ein deutscher Wirtschaftsjournalist.

## Leben
Nach dem Studium der Betriebswirtschaftslehre in München arbeitete er zunächst als Analyst für den Börsenbrief Finanzwoche von Jens Ehrhardt. Im Jahr 1999 wechselte er zu GoingPublic Media, wo er unter anderem Leiter Research war und 2003 als Ausgründung das Anlegermagazin Smart Investor schuf. Er ist seitdem Chefredakteur und auch Geschäftsführer des herausgebenden Verlags Smart Investor Media, der seit August 2021 mehrheitlich zu Wallstreet:online gehört.
Er veröffentlichte Artikel und Gastbeiträge in eigentümlich frei, auf metallwoche.de und in dem vom Bundesamt für Verfassungsschutz als rechtsextrem eingestuften Magazin Compact.
Flierl ist verheiratet und lebt seit 1986 in München.

## Kritik
Im Jahr 2012 nahm er an einer Gruppenreise in den Iran teil, die der Betreiber des islamistischen Online-Portals Muslim-Markt, Yavuz Öoguz, organisiert hatte. An der Reise nahmen neben Özoguz selbst auch dessen Frau Fatima, Jürgen Elsässer, Elias Davidsson und der niedersächsische Lokalpolitiker Claus Hübscher (FDP) teil. Sie schloss eine Privataudienz beim iranischen Präsidenten Mahmud Ahmadineschad ein. Dies wurde im Hinblick auf Ahmadineschads Leugnung des Holocaust und des Existenzrechts Israels scharf kritisiert.